# Chrysopilus clarus
Chrysopilus clarus är en tvåvingeart som först beskrevs av Walker 1852.  Chrysopilus clarus ingår i släktet Chrysopilus och familjen snäppflugor. Inga underarter finns listade i Catalogue of Life.